# Ducado de Bulhão
O Ducado de Bulhão (em francês:  duché de Bouillon) era uma entidade política centrada na cidade de Bulhão, hoje localizada na Bélgica. Primeiro constituída como um senhorio dependente do Principado-Bispado de Liège, Bulhão foi elevado a ducado em 1456 e, posteriormente adquiriu uma autonomia crescente, com o apoio da França.
O ducado acaba por se tornar independente em 1676 pelos tratados de Nimega.
A República é proclamada em 1794. A anexação à França revolucionária ocorre em 1795.

## História

### Idade Média: o Senhorio
Bulhão ocupa uma região de fronteira estratégica, junto ao rio Semois, que foi objeto de trocas, disputas e reivindicações, em particular entre a Casa de Marck, o Principado-Bispado de Liège e a França. O senhorio de Bulhão, formalmente incluído no estado de Liège, compunha-se, como de costume no contexto feudal, dum conjunto complexo e evolutivo de direitos e territórios.

### Idade Moderna: o Ducado
Em 1415, o senhorio de Bulhão ficou na posse da Casa de Mark e o Príncipado de Liège eleva-o à categoria de ducado em 1456 outorgando-o a Roberto I de Mark. No entanto, esse ducado mantem-se dependente do principado de Liège.
No início do século XVI, apesar do ducado de Bulhão ser formalmente dependente do principado de Liège (e consequentemente do Sacro-Império) estava ligado por interesses vários à França: Roberto III de Mark combatera na Itália nos exércitos franceses; Roberto IV de Mark é nomeado marechal de França em 1547; Henrique Roberto de Mark era, pelo lado materno, neto de Diana de Poitiers.
Pouco depois de 1506, Roberto III de Mark, que oferecera o castelo de Bulhão ao principado de Liège, retoma a fortaleza com a ajuda das tropas de Francisco I de França. Bulhão é tomada em 1552 por Henrique II de França, que a outorga a Roberto IV de Mark. Por fim, com o apoio do rei Henrique IV de França, é Henrique de La Tour de Auvérnia, descendente dos duques da Aquitânia, Marechal de França, príncipe de Sedan e visconde de Turenne que, em 1591, casa com Carlota de Mark única herdeira do ducado de Bulhão.
Assim, Bulhão passa a ser governado por uma família francesa, os de La Tour de Auvérnia, que controlavam também o Principado de Sedan e que se encontravam sob proteção do rei de França. Daí em diante os conflitos não cessaram dada a interferência constante da França na vida daquela região de crescente valor estratégico.
Em 1676, durante a Guerra Franco-Holandesa, a França ocupa militarmente Bulhão, mas restitui o ducado a Godofredo Maurício de La Tour de Auvérnia, Duque de Bulhão. Apesar de estado soberano no âmbito do Sacro-Império, Bulhão era na prática um protetorado francês, situação ratificada em 1678 pelos Tratados de Nimega.

### A revolução Francesa e a República de Bulhão

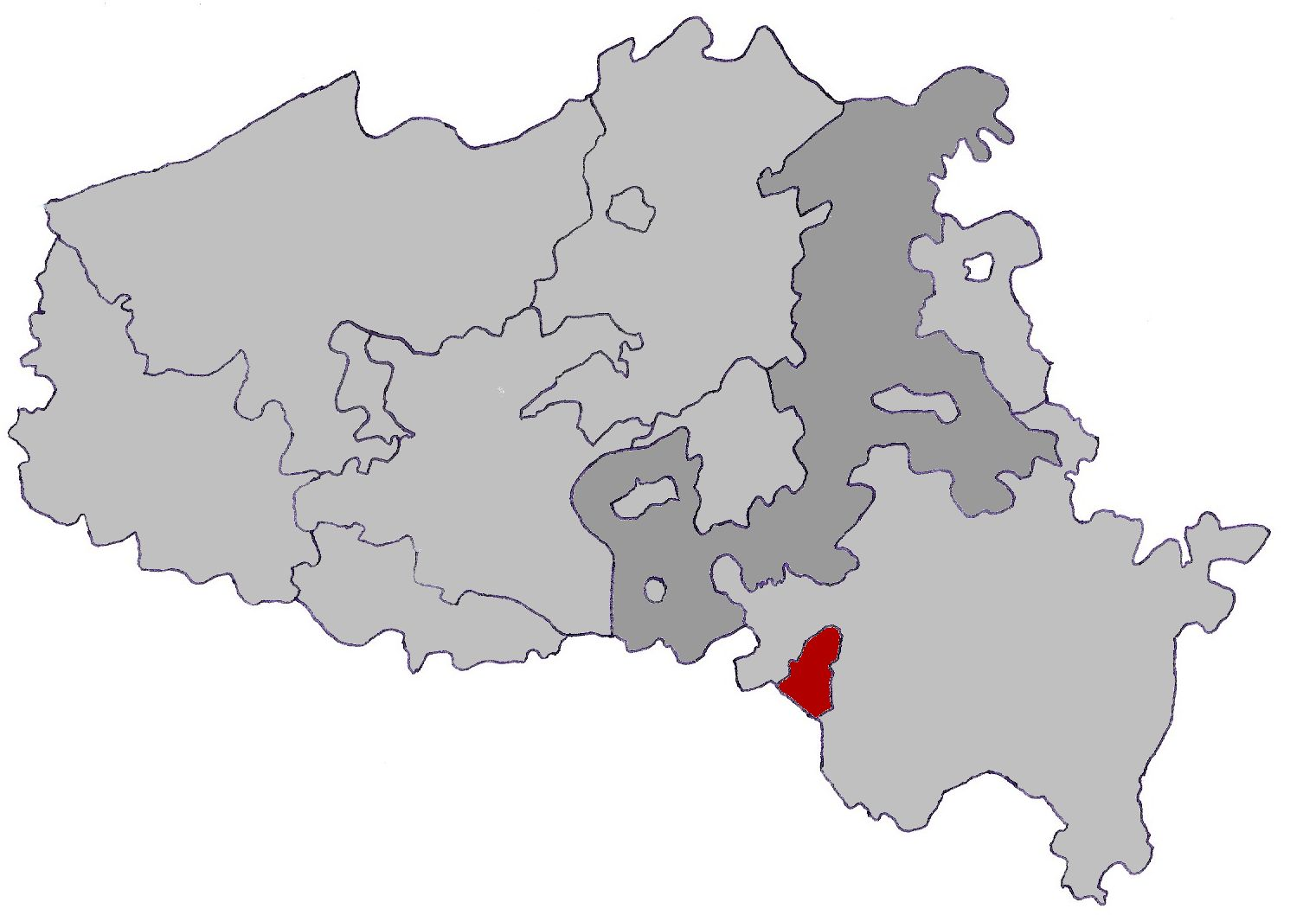
1787: em grená o ducado de Bulhão, em cinzento escuro o principado de Liège, e em cinzento claro os Países Baixos Austríacos.

Por um édito de 24 de fevereiro de 1790, o duque (Godofredo III) demonstra o seu interesse pelos ideais da Revolução francesa dando o seu apoio à Assembleia Geral (o parlamento local) quando ela decide abolir os Direitos senhoriais e feudais em maio de 1790.
Por uma constituição de 23 de março de 1792, o ducado de Bulhão torna-se uma monarquia constitucional, mas o território é ocupado por tropas francesas da guarnição de Sedan no dia 16 de novembro seguinte.
Jaime Leopoldo de La Tour de Auvérnia, apesar de duque de Bulhão e de chefe de um Estado Soberano, era cidadão da jovem República francesa, tendo sido preso durante o período do Terror em 7 de fevereiro de 1794. Constatando a impossibilidade do seu soberano em reinar, a Assembleia Geral (parlamento) do ducado decretou a república em 24 de abril de 1794. Certos historiadores permanecem indecisos sobre o alcance exato desse texto e da existência jurídica duma república bulhonesa e o território permanece como protetorado francês. O duque morre em 1802 como cidadão Leopoldo La Tour d'Auvergne.

### Anexação à França (1795)
O território é anexado em 26 de outubro de 1795 (4 de brumário do ano IV), apesar dos protestos públicos da Assembleia Geral bulhonesa. A lei francesa de 3 de vendemiário do ano V (24 de setembro de 1796) refere a distribuição definitiva das comunas que formavam o até agora ducado de Bulhão, entre os departamentos das Ardenas, Forêts e Sambre-et-Meuse dá uma perspetiva dos territórios que compunham o ducado no momento da sua anexação.

### Do Século XIX aos nossos dias
Após a queda de Napoleão, o território é alvo de negociações entre a França, o Grão-Ducado do Luxemburgo, os Países Baixos e a Bélgica. Os territórios do ducado de Bulhão foram incorporados na Bélgica pelo Tratado dos XVIII artigos, celebrado em Londres a 15 de novembro de 1831.
O título de duque de Bulhão é restabelecido pelo Congresso de Viena (1815) , que o outorga hereditariamente à Casa de Rohan, descendentes de Maria Luísa de La Tour de Auvérnia.
Atualmente (2016) os territórios fazem parte do Luxemburgo belga, umas das províncias da Região da Valónia.